# رد هالک

رد هالک (انگلیسی: Red Hulk؛ هالک سرخ مشهور به رالک) نام مستعاری است که توسط شخصیت‌های داستانی مختلف که در کتاب کامیک آمریکایی منتشر شده توسط مارول کامیکس ظاهر می‌شوند، استفاده می‌شود. در حالی که دو مورد اول از اعضای ارتش ایالات متحده ایجاد شده‌اند، سومین شکلی از شخصیت جو فیکسیت هالک است.

## زندگی‌نامهٔ شخصیت‌های خیالی

### تاندربولت راس
اولین تجسم این شخصیت به عنوان رالک (رد هالک) بار در سری هالک که در سال ۲۰۰۸ عرضه شد ظاهر شد. خط داستانی «هالک‌های جنگ جهانی» در سال ۲۰۱۰ نشان می‌دهد که این موجود ژنرال تاندربولت راس از ارتش ایالات متحده، پدرزن و دشمن دیرینه هالک اصلی، بروس بنر است. خط داستانی نشان می‌دهد که راس توانایی تبدیل شدن به هالک سرخ توسط سازمان‌های AIM و Intelligencia را به راس داده‌است و او این کار را برای مبارزه بهتر با هالک اصلی انجام داده‌است.

### رابرت ماوریک
منشأ دومین هالک سرخ در اولین شماره ۲۰۱۷ «USAvengers» ظاهر می‌شود. ژنرال چهار ستاره رابرت ماوریک برای مشخصات ژنتیکی خود انتخاب می‌شود تا موجودی را بسازد که در نیمه راه یک هالک است.

### جو فیکسیت
شخصیت جو فیکسیتِ هالک وقتی که در «سرزمین پایینی» بود این توانایی را به دست آورد که به نسخهٔ خود از فرم هالک سرخ تبدیل شود.

### نسخه‌های دیگر
خط داستانی «جنگ‌های مخفی» ۲۰۱۵ دربارهٔ یک هالک سرخ ناشناس به نام پادشاه سرخ، بارون حوزه دنیای نبرد گرینلند، می‌گوید. نسخه‌ای دیگر از کاپیتان آمریکا به نام کاپیتان توسط خدا امپراتور دووم و کلانتر استرنج به گرینلند فرستاده می‌شود تا رد کینگ را که باکی بارنز را زندانی می‌کند، بکشند. پس از اینکه پادشاه سرخ به آن گروه فاش کرد که قبلاً بارنز را کشته‌است، کاپیتان پادشاه سرخ را می‌کشد.

## قدرت‌ها و توانایی‌ها
هالک سرخ دارای قدرت، دوام و استقامت مافوق بشری است که با هالک قابل مقایسه است. او قادر به جذب تابش است که بدنش می‌تواند برای افزایش قدرت آن را متابولیزه کند. برخلاف هالک، افزایش خشم او را قوی‌تر نمی‌کند، بلکه گرمای فزاینده‌ای را منتشر می‌کند. حد بالایی این گرما مشخص نشده‌است. در طول اولین خط داستانی هالک سرخ، این گرما هنگام مبارزه با هالک هاله‌ای از نور را در اطراف این دو غول بزرگ ایجاد کرد و شن‌های صحرا را که روی آن قرار داشتند، در یک دیسک شیشه‌ای به قطر حداقل ده‌ها فوت ذوب کرد. در این سطح، رد هالک ضعیف می‌شود و در برابر بیهوش شدن توسط هالک آسیب‌پذیر است.